# 中部彝语
中部彝语是彝语支下的一群语言，最早由Bradley (1997)提出。在Lama (2012)的分类方案中不存在这一分类。中部彝语在Satterthwaite-Phillips (2011)的计算系统发生分析中也得不到证实。

## 语言
Lama (2012)认为中部彝语是并系群，Bradley (1997)将其分为下列独立分支。拉邬语组在Yang (2012)和Hsiu (2017)后被补充上。
- 傈僳语组: 傈僳语、倮倮泼语、里泼语、腊罗语、他鲁语群等等。
- 努苏语组：努苏语、柔若语
- 拉祜语组：拉祜语、苦聪话
- 拉邬语组：拉邬语、阿邬语、乐舞语[3][2]
- 基诺语

傈僳语组是最大、内部最多样的分支。基诺语在Lama (2012)中被划入哈尼语支(南部彝语)。

## 创新
Pelkey (2011:367)列出下列创新。
- 原始彝语1&2调：声调分裂
- 原始彝语2调分裂为*前加声门音声母(高调)和*无前加声门音声母(低调；拉祜语中存在紧随其后的突变)
- 原始彝语塞音声母前的低调>高/升调
- 父群语言的量词语法化为双音节形式、元音高度或其他系统性变化
- 缅语支词形变化缓和地类推而语法化：比南部彝语多，比北部彝语少
- “狗”和“火”的词汇创新